# Världsmästerskapet i rugby för damer
Världsmästerskapet i rugby för damer  hade premiär 1991. 1998 fick turneringen full IRB-status.

## Turneringar
| År   | Värdnation    | Final       | Final    | Final   | Match om tredjepris | Match om tredjepris | Match om tredjepris |
| År   | Värdnation    | Vinnare     | Resultat | Tvåa    | Trea                | Resultat            | Fyra                |
| ---- | ------------- | ----------- | -------- | ------- | ------------------- | ------------------- | ------------------- |
| 1991 | Wales         | USA         | 19 – 60  | England | Frankrike           | delad tredjeplats   | Nya Zeeland         |
| 1994 | Skottland     | England     | 38 – 23  | USA     | Frankrike           | 27 – 00             | Wales               |
| 1998 | Nederländerna | Nya Zeeland | 44 – 12  | USA     | England             | 31 – 15             | Kanada              |
| 2002 | Spanien       | Nya Zeeland | 19 – 90  | England | Frankrike           | 41 – 70             | Kanada              |
| 2006 | Kanada        | Nya Zeeland | 25 – 17  | England | Frankrike           | 17 – 80             | Kanada              |
| 2010 | England       | Nya Zeeland | 13 – 10  | England | Australien          | 22 – 80             | Frankrike           |
| 2014 | Frankrike     | England     | 21 – 90  | Kanada  | Frankrike           | 25 – 18             | Irland              |
| 2017 | Irland        | Nya Zeeland | 41 – 32  | England | Frankrike           | 31 – 23             | USA                 |

### Fotnoter
1. ↑  ”Women's Rugby World Cup”. Rugby Football History.com. sid. 1. http://rugbyfootballhistory.com/WRWC.html. Läst 14 december 2008.
2. ↑  En bronsmatch spelades – och skall ha vunnits av Frankrike med 3–0. Dock räknas matchen som "inofficiell" då den inte var medräknad i den ursprungliga turneringsplanen, och resultatet inte nedtecknades i någon officiell turneringsrapport. Matchen räknas inte heller som officiell av NZRFU.